# Durgapur (India)
Durgapur è una suddivisione dell'India, classificata come municipal corporation, di 492 996 abitanti, situata nel distretto di Bardhaman, nello stato federato del Bengala Occidentale. In base al numero di abitanti la città rientra nella classe I (da 100 000 persone in su).

## Geografia fisica
La città è situata a 23° 28' 60 N e 87° 19' 0 E e ha un'altitudine di 64 m s.l.m.

## Società

### Evoluzione demografica
Al censimento del 2001 la popolazione di Durgapur assommava a 492 996 persone, delle quali 263 426 maschi e 229 570 femmine. I bambini di età inferiore o uguale ai sei anni assommavano a 48 927, dei quali 25 052 maschi e 23 875 femmine. Infine, coloro che erano in grado di saper almeno leggere e scrivere erano 371 100, dei quali 213 117 maschi e 157 983 femmine.